# حرب دفاعية
الحرب الدفاعية أو الدفاع الاستراتيجي هو نوع من العقيدة العسكرية والتخطيط لمجموعة من الأنشطة القتالية حيث تستخدم من أجل ردع ومقاومة الهجوم المعادي، سواء كان بريا أو بحريا أو جويا ويشمل أيضا مقاطعة حركة الشحن باعتبارها شكل من أشكال الحرب الاقتصادية. الاستراتيجية الدفاعية لا يلزم أن يكون سلبيا في الطبيعة، وغالبا ما ينطوي على الخداع العسكري، والدعاية والحرب النفسية، فضلا عن استراتيجيات وقائية. يتم تضمين كافة أشكال القوة العسكرية في التخطيط، وشملت أيضا منظمات الدفاع المدني في كثير من الأحيان.

## نبذة
من الناحية النظرية العسكرية، والتفكير الاستراتيجي الدفاعي يسعى إلى فهم وتقدير الخلفية النظرية والتاريخية لأية حرب معينة، وسيناريو الصراع التي تواجه صانعي القرار على المستوى الوطني. شرط لصانعي القرار لمحللي الدفاع الاستراتيجي هو عادة لتوفير فهم مفصل من القضايا الاستراتيجية والدفاعية التي تهم العلاقات الوطنية والإقليمية والنوايا.